# Екологічна журналістика
Екологічна журналістика, екожурналістика — жанр журналістики, що передбачає широке висвітлення екологічних питань як глобального, так і регіонального значення, предметною галуззю якого є збір, аналіз і розповсюдження інформації, що стосується поточних подій, тенденцій і проблем, пов'язаних із довкіллям, з яким постійно взаємодіє людина.
Екологічну журналістику можна віднести до однієї з форм наукової журналістики.

## Термінологія
Звертаючись до жанру екологічної журналістики, необхідно правильно розуміти основні терміни.
Так, наприклад, екологія в контексті екологічної журналістики передбачає вивчення закономірностей та проблем взаємодії сучасного суспільства з довкіллям. Так вважає і педагог-дослідник С. М. Глазачов, який присвятив своє життя вивченню проблем екології та освіти у сфері екології:
 Часто поняття екологія ототожнюється з охороною довкілля, тоді як охорона довкілля — це комплекс заходів, призначених для обмеження негативного впливу людської діяльності на природу. Охорона довкілля буде швидше одним з питань, освітлюваних журналістами в сфері екології. Тому важливо визначити, який тип інформації входить у коло висвітлюваних в екологічній журналістиці питань. Відповідно до статті 2 Орхуської конвенції ООН під екологічною інформацією мають на увазі таке:

«Екологічна інформація» означає будь-яку інформацію в письмовій, аудіовізуальній, електронній чи будь-якій іншій матеріальній формі про:
а) стан таких складових довкілля, як повітря і атмосфера, вода, ґрунт, земля, ландшафт і природні об'єкти, біологічне різноманіття та його компоненти, включаючи генетично змінені організми, та взаємодію між цими складовими;
б) фактори, такі як речовини, енергія, шум і випромінювання, а також діяльність або заходи, включаючи адміністративні заходи, угоди в галузі довкілля, політику, законодавство, плани і програми, що впливають або можуть впливати на складові довкілля, зазначені вище в підпункті а), і аналізі затрат і результатів та інший економічний аналіз і припущення, використані в процесі прийняття рішень з питань, що стосуються довкілля;
с) стан здоров'я та безпеки людей, умови життя людей, стан об'єктів культури і споруд тією мірою, якою на них впливає або може вплинути стан складових довкілля або через ці складові, фактори, діяльність або заходи, зазначені вище в підпункті б);
— Конвенція про доступ до інформації, участь громадськості в процесі прийняття рішень та доступ до правосуддя з питань, що стосуються довкілля (Орхуська Конвенція)
Слід підкреслити, що завдання журналіста-еколога не зводяться до опису стану довкілля, але також припускають аналіз, виявлення причин тих чи інших явищ, комплексне вивчення та глибоке висвітлення низки питань.

## Актуальність
В контексті постіндустріального суспільства роль інформаційних технологій починає перевершувати промислове виробництво за значущістю, однак людство тільки недавно почало усвідомлювати, що екологічний спадок майже двовікової епохи технократичного мислення та екстенсивної економіки має колосальний вплив на наше життя і на життя нашої планети.
У щоденному житті людина нечасто стикається з прикладами порушення чи забруднення довкілля, або просто не усвідомлює цього. Поки екологічна катастрофа не торкнеться її особисто, людина буде продовжувати вважати, що екологічних проблем не існує, така наша психологія. Недостатня обізнаність з екологічних питань є однією з головних причин бездіяльності людини з цього приводу. Адміністративних рішень, пов'язаних з проблемами екології, може бути недостатньо для подолання глобальної екологічної кризи, необхідний системний підхід, важливий внесок кожного члена суспільства.
Саме тому зростає роль екологічної журналістики, яка може донести до обивателя інформацію про стан довкілля в регіоні, де він проживає, в його країні і про глобальні проблеми в цілому. Грамотне висвітлення цих питань у ЗМІ призведе до підвищення обізнаності, буде стимулювати кожного індивіда діяти на благо довкілля, а значить і на благо всієї планети.

## Тематика матеріалів
Звертаючись до якої-небудь екологічної проблеми або події та аналізуючи їх походження, журналіст неминуче стикається з іншими сферами людської діяльності: економічною, політичною, соціальною або медичною. Міждисциплінарність цього журналістського жанру вимагає більшої обізнаності в різних сферах суспільного життя, тоді як журналіст-економіст, наприклад, пише строго в межах своєї тематики.
Журналіст у сфері екології повинен володіти розумінням наукової і практичної специфіки екологічних явищ, знанням історичного контексту екологічних подій, а також повинен бути в курсі нормативних рішень у сфері екологічної політики та діяльності екологічних організацій, мати загальне уявлення про поточні екологічні проблеми, а також вміти донести всю цю інформацію до аудиторії таким чином, щоб її можна було зрозуміти, попри всю її складність.

### Напрями
До основних напрямів екологічної журналістики належать:
- політико-правовий і соціальний напрями — передбачає аналіз проблем, що склалися у сфері екології, виявляє їх міжнародне і політичне значення, вивчає структуру та шляхи вирішення за допомогою екологічного законодавства;
- пізнавальний напрям — надає читачеві наукову інформацію про функціонування природних систем і законів;
- еколого-економічний напрям — розглядає економічну та екологічну практики в їх взаємозв'язку;
- морально-естетичний напрям — описує стосунки людини з природою з моральної точки зору;
- напрям екологічної безпеки — пропонує наукові і практичні способи поведінки в умовах надзвичайних ситуацій;
- напрям захисту екологічних прав людини — аналізує випадки порушення прав людини на безпечне довкілля, на достовірну екологічну інформацію, а також факти переслідування людей за їх активну екологічну позицію.[9]

### Жанри
До основних жанрів екологічної журналістики належать такі:
- «гаряча» новина — оперативна інформація про екологічні події;
- стаття-довідка — довідкова інформація про ту чи іншу проблему чи подію;
- інтерв'ю з експертом;
- репортаж.[10]

## Подання інформації
Екожурналістика відрізняється від інших жанрів журналістики способом подання інформації. Особливість полягає в тому, що матеріал не повинен підноситися в надмірно емоційній формі, оскільки це може просто налякати читача. З іншого боку, виключно інформаційний підхід тут теж не підходить, оскільки в такому разі не вдасться «достукатися» до читача. Журналіст-еколог має знайти цю тонку грань, коли журналістський матеріал викликає достатній емоційний відгук, але разом з тим не залякує читача.
Як і в будь-якому іншому журналістському матеріалі, слід перевіряти екологічну інформацію, використовувати надійні джерела, дотримуватися чинного законодавства у сфері інформації. Також важливо розуміти, що недостатність інформації з того чи іншого актуального питання у сфері екології призводить до зростання недовіри в аудиторії. Тому надання повної та аргументованої інформації є важливою умовою для її поширення.